# Monte Stabio
Il monte Stabio è una montagna camuna alta 2536 m.s.l.m., posta a sud del gruppo dell'Adamello.
Il monte si trova alla testata della valle di Stabio e sulla cresta spartiacque dell'adiacente valle di Braone; il passo Porte di Stabio lo separano dal vicino Farinass di Stabio e dal Monte Frerone.